# مقاطعة كلينتون (أوهايو)
مقاطعة كلينتون (بالإنجليزية: Clinton County)‏ هي إحدى مقاطعات ولاية أوهايو في الولايات المتحدة الأمريكية.

## أعلام
- جوناثان س. كيرك
- جون كوينسي سميث